# سارا لگر
سارا لگر (آلمانی: Sarah Lagger؛ زادهٔ ۳ سپتامبر ۱۹۹۹) ورزشکار زن هفت‌گانه اهل اتریش است.